# Stiphrornis
Genre
Stiphrornis est un genre de passereaux appartenant à la famille des Muscicapidae. Appelés plus communément Rouges-gorges forestiers, ils constituent un groupe de petits passereaux forestiers, originaire d'Afrique centrale et occidentale. La taxinomie de ce genre ne fait pas encore consensus.
L'espèce Stiphrornis erythrothorax étant souvent considéré comme la seule espèce du genre, elle possède en français le simple nom vernaculaire de Rouge-gorge de forêt. En anglais elle se distingue des autres espèces par le nom Western Forest Robin (Rouge-gorge forestier de l'ouest, en français).

## Taxinomie
La taxinomie de ce genre a longtemps été débattue. À l'origine le genre était considéré comme monospécifique avec pour seul représentant, le Rouge-gorge de forêt (Stiphrornis erythrothorax). Des travaux de 1999 sur le séquençage ADN de l'espèce montrent qu'il existe en réalité 3 espèces, l'espèce originelle, plus le Rouge-gorge forestier du Gabon et le Rouge-gorge forestier du Congo. Une nouvelle espèce vint s'ajouter, sous le nom de Rouge-gorge forestier de Sangha. En 2001, bien qu'elle ne soit publiée qu'en 2008, une espèce nouvelle fut découverte, le Rouge-gorge forestier à dos olive. Toutefois cette nouvelle classification n'est pas suivie par tout le monde. Le Handbook of the Birds of the World, considère qu'il n'existe qu'une espèce que les espèces découvertes ne sont que des sous-espèces. En effet les différences de plumages et les séquences ADN offrent des différences qui restent minimes.

## Liste des espèces
D'après la classification de référence du Congrès ornithologique international (ordre phylogénique) :
- Stiphrornis erythrothorax – Rougegorge de forêt
- Stiphrornis xanthogaster – Rougegorge de la Sangha
- Stiphrornis pyrrholaemus – Rougegorge à dos olive

## Identification
Comme leur nom l'indique, ils ressemblent assez au Rouge-gorge européen, bien que ce dernier soit plus grand (14 cm contre 11 cm en moyenne pour les Stiphrornis). Leur plumage est brun sombre sur le dessus (joues, dessus de la tête, nuque, dos, ailes et queue). La poitrine et les sous-caudales sont blanchâtres. La poitrine et la gorge par contre sont brillamment colorées: rouge orangé ou jaune orangé, selon les espèces. Un large point blanc entre l'œil et le bec est la marque distinctive du genre. Le bec est court, fin et pointu, de couleur noire. Le tarse est allongé et les pattes sont fortes, de couleur brunâtre. Il n'y a pas de dimorphisme sexuel marqué, les parties supérieures des femelles étant légèrement teintées de vert olive.
- Cri: Un "chi-er err, chhi-er err, chi chee-ee" répété plusieurs fois, de manière rapide[1].

## Habitat, Répartition et Population
Genre forestier, vivant au sol, et dans les broussailles associées, dans les sous-bois moyennement denses des forêts tropicales de plaines. Ils sont rares dans les zones où la forêts et les sous-bois sont trop ouverts, notamment après le passage d'éléphants ou de buffles. L'aire de répartition englobe le sud de la Sierra Leone et forme un mince bande littorale jusqu'au Congo-Kinshasa. De là il s'étend dans les terres, au nord du Congo-Kinshasa, ainsi qu'au Congo, au Gabon et au sud du Cameroun. Globalement le genre n'est pas menacé: toutes les espèces sont considérées comme commune ou localement commune, c'est-à-dire Préoccupation mineure (LC).